# 末次茂貞
末次 茂貞（すえつぐ しげさだ、生年不詳 - 1651年（慶安4年））は、江戸時代の長崎代官。父は末次政直。通称は平左衛門、平蔵。

## 生涯
寛永7年（1630年）に父である末次平蔵政直が獄死した後、長崎代官の職と領地を譲り受け、平蔵の名も世襲した。
茂貞は「放蕩したり」「これに類する他の悪事にも手を出す」ような人物であり、父政直とも必ずしも良い関係ではなかったが、友人のとりなしで、政直の死の直前に外町代官の職を引き継いだ。先にタイオワン事件でオランダ人との間で紛争があったのは父政直の問題であり、自分は無関係だとしてオランダ人との関係修復を計った。
父と同様、茂貞も長崎における実力者となり、着任しても情況が分らず「煙に取巻かれている」有様であった長崎奉行は、前任の奉行や茂貞の報告を元にして万事行うのが常となった。当時の平戸オランダ商館長のニコラス・クーケバッケルは、平戸貿易を推進するため、長崎奉行に対して、「平蔵からいろよい証言と弁護をしてもらうよう、彼との友情を保つべきである」としている（『平戸オランダ商館の日記』）。クーケバッケルにとって、茂貞は信頼すべき友人となっており、幕府高官たちの好意を得るために彼らからの注文品はできるだけ調達するよう命じると同時に、特に茂貞の指示には従うように命じてもいる。寛永14年（1637年）には茂貞からの「日本の慣習に不慣れな新任者では今後の幕府との交渉は乗り切れないだろうから、カピタンまたは商務員の2人のうち1人に日本に留まるべき」との勧告に従い、フランソワ・カロンを後任の商館長に任命している。
茂貞は海外貿易においてはオランダ商館の有力な取引相手で、生糸を寛永12年（1635年）には3000斤、翌13年（1636年）には5000斤購入しており（「仕訳帳」より）、これは個人として最大の取引高で、平戸藩主のそれと並ぶほどの額であった。寛永13年（1636年）の白糸・羅氈・羅紗・象牙などの買入れ額は銀138貫に上った。また、オランダ人にとっての常連の大口取引先の1人として各種商品の買付を行い、オランダ商館の商業帳簿の「元帳」に勘定口座を設け、オランダからの商品を買うため毎年自分の使用人を平戸に送っていた。父の政直とは違って茂貞はオランダ人にとってよき協力者となり、オランダ人の輸入生糸の価格設定にも彼らの有利になるよう働きかけたり、長崎奉行にオランダ人の悪評が届かないよう計らったりした。
日本とポルトガルの国交が断絶される懸念が高まるにつれオランダとの交易が急増するが、それに伴ってオランダ商館の運転資金が不足しがちになった。そのため、オランダ商館側は日本の商人から金を借り入れることになったが、一番有力な借入先が茂貞であった（「オランダ貿易の投銀と借入金」『日本歴史』三五一号より）。彼はポルトガル人に対しても資金貸付をしており、「ポルトガル人の力になってくれるのは彼らのために多大な尽力をしてくれた茂貞以外にはいない」と言われ、「マカオ市の代理人（プロクラドール）」とまで呼ばれていた。
また在日華僑のキコという人物からの商品の買付けや、ポルトガル船への委託貿易も盛んに行っている。自らも朱印船貿易家として活動した茂貞は、寛永8年（1631年）には長崎奉行竹中采女正宛の奉書を得て、東京（トンキン）に向けて初の奉書船を送り出している。
寛永14年に島原の乱が発生した時、クーケバッケルはまず茂貞に手紙を送り、彼を通して長崎奉行に、乱の鎮圧の協力を申し出た。しかし、茂貞はその申し出が遅かったとして、使者として訪れた当時の商館次席フランソワ・カロンを非難した。この後、カロンは茂貞の勧めに従い、長崎奉行宛の手紙で命令さえあればいつでも大砲と火薬はいつでも送ると約束している。乱の鎮圧後、上使として下向してきた老中松平信綱は、茂貞以下大勢の者を伴って平戸に赴き、オランダ商館を検分した。このことが後に平戸オランダ商館の閉鎖と、商館の長崎移転へと繋ったのである。
末次家の菩提寺である華嶽山春徳寺を建立したのは茂貞である。

## 関連作品
- 『黄金旅風』飯嶋和一著 小学館 ISBN 978-4-09-403315-1 2008年2月6日発売